# Zhang Ze
Dans ce nom chinois, le nom de famille, Zhang, précède le nom personnel.
Zhang Ze, né le 4 juillet 1990 à Nankin, est un joueur de tennis chinois, professionnel entre 2008 et 2021.
Ayant atteint la 148e place en simple et la 78e en double, il est, avec Wu Di, l'un des meilleurs joueurs de tennis chinois de l'ère Open. Il a depuis été surpassé au cours des années 2020 par Zhang Zhizhen et Shang Juncheng notamment.

## Carrière
Vainqueur de huit tournois ITF en simple, Zhang Ze a remporté en 2017 son premier Challenger à San Francisco contre Vasek Pospisil en étant issu des qualifications, puis un second en 2018 à Chengdu. En double, il s'est imposé à Chengdu en 2016, Zhuhai en 2017, puis à Nanchang, Recanati, Chengdu, Zhangjiagang, Shanghai et Ningbo en 2018, à chaque fois avec Gong Maoxin.
Il a fait ses débuts sur le circuit ATP lors du Masters de Shanghai en 2010 où il perd en trois sets contre Ivan Ljubičić (5-7, 6-3, 6-4). Invité depuis chaque année, il n'y a jamais gagné un match. En 2012, il passe un tour à Halle avant de s'incliner contre Milos Raonic en 50 minutes. Surnommé « Big George », il a connu plus de succès à l'occasion de l'Open de Chine où il passe le premier tour en 2011 et atteint surtout les quarts de finale en 2012 après avoir éliminé Richard Gasquet, 14e mondial (6-4, 3-6, 6-4). Au cours de ce tournoi, Zhang obtient son meilleur classement et efface la meilleure marque d'un joueur chinois détenue par Pan Bing depuis 17 ans (176e en 1995). Il franchit également le premier tour du tournoi en 2015 en battant Denis Istomin.
En double, il se fait remarquer en 2013 à Shanghai en jouant aux côtés de Roger Federer. Ils passent facilement leur premier tour contre Kevin Anderson et Dmitri Toursounov avant de s'incliner face à Ivan Dodig et Marcelo Melo. Avec Gong Maoxin, il est quart de finaliste à Pékin en 2016 et 2019.
Dans les tournois du Grand Chelem, il est parvenu à se qualifier pour l'Open d'Australie en 2014 où il perd au premier tour contre Fernando Verdasco en quatre sets. En 2015, il reçoit une invitation grâce à sa victoire dans le tournoi de play-off asiatique et s'incline au premier tour face à Lleyton Hewitt. Invité en double mixte, il y passe un tour avec la Taïwanaise Chang Kai-chen. En 2019, il dispute une nouvelle fois le tournoi grâce à une invitation, cette fois-ci en double avec Gong Maoxin et gagne un match contre la paire Kližan-Matkowski.
Il est l'un des principaux membres de l'équipe de Chine de Coupe Davis des années 2010 avec laquelle il totalise 22 sélections.

## Parcours dans les tournois duGrand Chelem

### En simple
| Année | Open d'Australie | Open d'Australie | Internationaux de France | Internationaux de France | Wimbledon | Wimbledon | US Open | US Open |
| ----- | ---------------- | ---------------- | ------------------------ | ------------------------ | --------- | --------- | ------- | ------- |
| 2014  | 1er tour (1/64)  | F. Verdasco      | —                        | —                        | —         | —         | —       | —       |
| 2015  | 1er tour (1/64)  | Lleyton Hewitt   | —                        | —                        | —         | —         | —       | —       |

N.B. : à droite du résultat se trouve le nom de l'ultime adversaire.

### En double
| Année | Open d'Australie         | Open d'Australie                 | Internationaux de France | Internationaux de France | Wimbledon | Wimbledon | US Open | US Open |
| ----- | ------------------------ | -------------------------------- | ------------------------ | ------------------------ | --------- | --------- | ------- | ------- |
| 2015  | 1er tour (1/32) Lee H-h. | J. Benneteau É. Roger-Vasselin   | —                        | —                        | —         | —         | —       | —       |
| 2019  | 2e tour (1/16) Gong M.   | P. Carreño Busta G. García López | —                        | —                        | —         | —         | —       | —       |

N.B. : le nom du ou de la partenaire se trouve sous le résultat ; le nom des ultimes adversaires se trouve à droite.

### En double mixte
| Année | Open d'Australie         | Open d'Australie          | Internationaux de France | Internationaux de France | Wimbledon | Wimbledon | US Open | US Open |
| ----- | ------------------------ | ------------------------- | ------------------------ | ------------------------ | --------- | --------- | ------- | ------- |
| 2015  | 2e tour (1/8) Chang K-c. | Hsieh Su-wei Pablo Cuevas | —                        | —                        | —         | —         | —       | —       |

N.B. : le nom du ou de la partenaire se trouve sous le résultat ; le nom des ultimes adversaires se trouve à droite.

## Parcours dans lesMasters 1000
| Année | Indian Wells | Miami | Monte-Carlo | Madrid | Rome | Canada | Cincinnati | Shanghai               | Paris |
| ----- | ------------ | ----- | ----------- | ------ | ---- | ------ | ---------- | ---------------------- | ----- |
| 2010  | —            | —     | —           | —      | —    | —      | —          | 1er tour Ivan Ljubičić | —     |
| 2011  | —            | —     | —           | —      | —    | —      | —          | 1er tour R. Štěpánek   | —     |
| 2012  | —            | —     | —           | —      | —    | —      | —          | 1er tour Lu Yen-hsun   | —     |
| 2013  | —            | —     | —           | —      | —    | —      | —          | 1er tour F. Verdasco   | —     |
| 2014  | —            | —     | —           | —      | —    | —      | —          | 1er tour J. Benneteau  | —     |
| 2015  | —            | —     | —           | —      | —    | —      | —          | 1er tour Martin Kližan | —     |
| 2016  | —            | —     | —           | —      | —    | —      | —          | 1er tour M. Zverev     | —     |
| 2017  | —            | —     | —           | —      | —    | —      | —          | 1er tour R. Harrison   | —     |
| 2018  | —            | —     | —           | —      | —    | —      | —          | 1er tour D. Medvedev   | —     |
| 2019  | —            | —     | —           | —      | —    | —      | —          | 1er tour P. Carreño    | —     |

N.B. : sous le résultat se trouve le nom de l’ultime adversaire.

## Classements ATP en fin de saison
| Année          | 2007 | 2008 | 2009 | 2010 | 2011 | 2012 | 2013 | 2014 | 2015 | 2016 | 2017 | 2018 | 2019 | 2020 | 2021 |
| Rang en simple | 1461 | 1045 | 596  | 312  | 290  | 158  | 252  | 183  | 189  | 202  | 194  | 220  | 358  | 416  | 610  |
| Rang en double | -    | -    | 427  | 355  | 464  | 460  | 278  | 397  | 394  | 131  | 199  | 97   | 116  | 157  | 270  |

Source : (en) Classements de Zhang Ze sur le site officiel de la Fédération internationale de tennis